# Köthen (Anhalt)
Köthen (Anhalt) is een stad in Duitsland. Het is de hoofdstad van de Landkreis Anhalt-Bitterfeld in Saksen-Anhalt, ongeveer 30 km ten noorden van Halle.

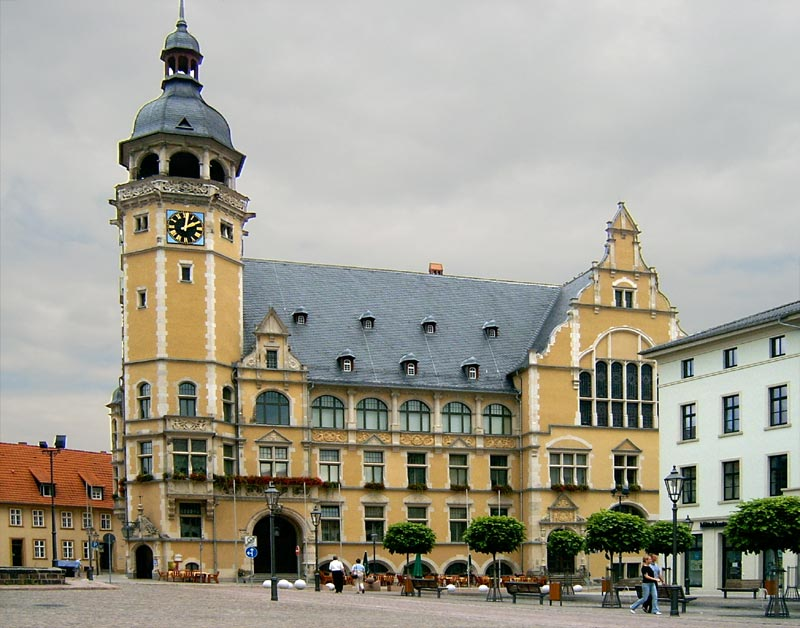
Gemeentehuis

In Köthen bevinden zich de campus en het administratieve centrum van de regionale Technische Universiteit, die bekend is door haar kennis van de informatietechnologie. De stad is comfortabel gelegen aan een kruispunt van spoorwegen. Köthen ligt in een vruchtbare landstreek met vruchtbare zwarte aarde, waarin suikerbieten kunnen worden gekweekt. De industrie bestaat onder meer uit hightech machinebouw, de productie van hijskranen, chemische industrie, en de productie van inkt en voedingsmiddelen.

## Geschiedenis

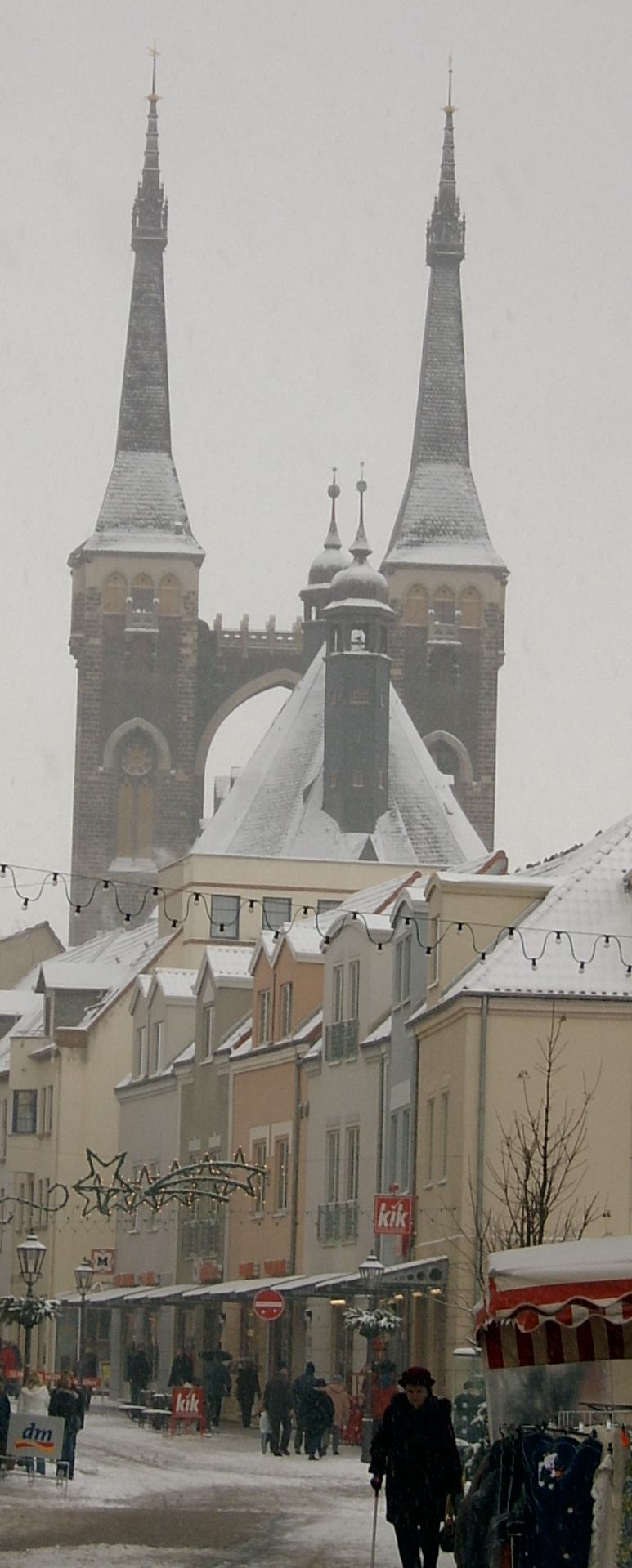
Jacobuskerk in Köthen.

Door de vruchtbare grond is het gebied rondom Köthen erg rijk aan archeologische ontdekkingen. De vroegste tekenen van menselijke bewoning dateren uit de Steentijd rond 250.000 jaar geleden. In het plaatselijke prehistorisch museum bevinden zich verzamelingen uit alle perioden daarna. De eerste geschreven bron over "Cothene" dateert uit 1115; in 1194 was Köthen al bekend als marktplaats en als residentie van de prinsen van Anhalt.
Köthen kreeg stadsrechten in 1200. Meer dan tweehonderd jaar lang, van 1603 tot 1847 was het de hoofdstad van het onafhankelijke
vorstendom Anhalt-Köthen dat
in 1807 tot hertogdom verheven werd.
Muziekliefhebbers kennen de stad omdat daar de bekendste niet-kerkelijke werken van Johann Sebastian Bach zijn ontstaan, zoals de Brandenburgse Concerten en het Das wohltemperierte Klavier. Bach werkte in Köthen van 1717 tot medio 1723 als Kapellmeister van prins Leopold van Anhalt-Köthen. Het is ook de geboorteplaats van de componist Carl Friedrich Abel die, samen met Johann Christian Bach de jongste zoon van J.S.Bach, de populaire "Bach-Abel Concerten" in Londen oprichtte, de eerste abonnementsconcerten in Engeland.
Schloss Köthen (het slot van de vorsten/hertogen) is volledig gerestaureerd, afgezien van een zijvleugel die in 1944 is gebombardeerd. De spiegelzaal, waar Bachs muziek vaak te horen was en nog steeds is, is een bekende trekpleister. Sinds 1967 wordt er in Köthen in het slot en in de plaatselijke kerken een tweejaarlijks Bach Festival gehouden. In 2008 werd een nieuwe concertzaal in het kasteel complex geopend.
Samuel Hahnemann, de grondlegger van de homeopathie, werkte in Köthen van 1821 tot 1834. Zijn huis en de kliniek van een leerling zijn te bezichtigen door toeristen.

## Indeling gemeente
De gemeente bestaat uit de volgende Ortsteile:
- Köthen (Kernstad)
- Arensdorf, sinds 2004
- Baasdorf, sinds 2004
- Dohndorf, sinds 1-1-2004
- Elsdorf, sinds 1-10-1961
- Gahrendorf
- Großwülknitz, sinds 1-1-2004
- Hohsdorf, sinds 8-8-1994
- Kleinwülknitz, sinds 1-1-2004
- Löbnitz an der Linde, sinds 1-1-2004
- Merzien, sinds 8-8-1994
- Porst, sinds 1-10-1961
- Wenndorf, sinds 1-1-2004
- Wülknitz, sinds 1-1-2004
- Zehringen, sinds 8-8-1994

## Hoogtepunten
- Sint-Jacobuskerk (1400), met een doopvont dat is ontworpen door Bertel Thorvaldsen; een crypte met sarcofagen van de regerende prinsen; een orgel door Friedrich Ladegast
- St. Agnuskerk (1699), waar Johann Sebastian Bach kerkte. "Laatste Avondmaal" van Lucas Cranach de Jongere (1565); orgel gebouwd door Wilhelm Rühlmann
- Schloss Köthen (Paleis van de vorsten, uit 1597) - nu het Historisches Museum & Bachgedenkstätte – met de spiegelzaal in de stijl van Versailles (1722) en ook de ruimten waar de muziek van J.S. Bach voor het eerst heeft geklonken.
  - Verder bevindt zich hier in een aanbouw uit 1823 het enige museum van de geschiedenis van de ornithologie met de vogelverzameling van Johann Friedrich Naumann.

## Geboren in Köthen (Anhalt)
- Johan Frederik Schweitzer (1629 of 1630 - 1709), Nederlands heelkundige en schrijver
- Leopold August Abel (1718-1794), violist en componist
- Carl Friedrich Abel (1723-1787), componist
- August Klughardt (1847), componist en dirigent
- Sarah Tkotsch (1988), actrice

Aken ·
Bitterfeld-Wolfen ·
Köthen ·
Muldestausee ·
Osternienburger Land ·
Raguhn-Jeßnitz ·
Sandersdorf-Brehna ·
Südliches Anhalt ·
Zerbst/Anhalt ·
Zörbig